# Roberto Pruzzo
Roberto Pruzzo (né le 1er avril 1955 à Crocefieschi, dans la province de Gênes, en Ligurie), est un footballeur international italien qui évoluait au poste d'attaquant. Il s'est désormais reconverti au poste d'entraîneur.

## Carrière
Né à Crocefieschi, dans la province de Gênes, Roberto Pruzzo commence sa carrière au Genoa CFC, son club formateur, en 1973. Ce buteur y évolue six saisons, inscrivant 57 buts en 143 matchs de championnat.
En 1979, il est recruté par l'AS Rome, pour un montant record de 3 milliards de lires, où il s'impose comme l'un des plus grands attaquants italiens des années 1980. En 1981, 1982 et 1986, Pruzzo termine meilleur buteur de la Serie A. Lors de la saison 1981-1982, il inscrit notamment 19 buts, quand ses premiers poursuivants au classement des buteurs, l'allemand Karl-Heinz Rummenigge (ballon d'or en 1980 et 1981) et le français Michel Platini (ballon d'or en 1983, 1984 et 1985) n'en marquent respectivement que 13 et 12. En 1986, Pruzzo inscrit cinq buts lors de la réception d'Avellino, ce qu'il est le seul joueur italien à avoir réalisé.
En dix saisons à Rome, il remporte une fois le championnat d'Italie (lors de la saison 1982-1983) et quatre fois la coupe d'Italie (en 1980, 1981, 1984 et 1986). Il dispute également la finale de la Coupe des clubs champions européens en 1984 face à Liverpool, qui se déroule à Rome. Après l'ouverture du score par les Anglais, il égalise pour le club italien, mais l'AS Rome s'incline lors de la séance de tirs au but.
En 1988, il part à la Fiorentina où il ne dispute qu'une demi saison, avant de prendre sa retraite sportive.
Malgré ses performances à l'AS Roma, Pruzzo n'est sélectionné qu'à six reprises en équipe nationale (notamment à l'Euro 1980), sans inscrire le moindre but,. Il n'est plus sélectionné après 1982. En 1991, Pruzzo est sélectionné avec l'Italie pour la World Cup of Masters (en), compétition internationale amicale réservée aux seniors, où il marque à deux reprises.
À la fin des années 1990, Pruzzo commence une carrière d'entraîneur, sans rencontrer de succès notable. Il dirige notamment les équipes Viareggio, Teramo (en Serie C2), Alessandria (en Serie C1). En 2002, il est l'entraîneur officiel de Palermo (en Serie B) pendant... cinq jours, le temps de la vente du club de Franco Sensi à Maurizio Zamparini. Au début de 2009, il est l'entraîneur du club amateur de Centobuchi pendant quatre mois.

## Palmarès
- Vainqueur du Championnat d'Italie de football en 1983 avec l'AS Rome.
- Vainqueur de la Coupe d'Italie de football en 1980, 1981, 1984 et 1986 avec l'AS Rome.

- Meilleur buteur du Championnat d'Italie de football 1980-1981 avec 18 buts, du Championnat d'Italie de football 1981-1982 avec 15 buts et du Championnat d'Italie de football 1985-1986 avec 19 buts[3].